# Встречный бой
Встре́чный бой — наступление на наступающего противника, вариант наступательного боя, во время которого каждая из противоборствующих сторон действует атакующе. При такой разновидности боевых действий противники, одновременно атакующие, отражающие контратаки врага или вводящие при оборонительном бое резервы для нейтрализации прорывов линии фронта, стремятся каждый захватить инициативу, нанести поражение также наступающему противнику и добиться стратегических целей за счёт высокой активности и решительности действий.
Обстановкой, способствующей образованию многочисленных встречных боев, является начало войны, когда разделённые расстоянием противоборствующие вооружённые силы движутся навстречу друг другу с максимальной решительностью. Нередко встречный бой начинается при столкновении подразделений противников на марше, когда обе стороны выдвигаются для активных действий.
Для встречного боя характерна быстрота сближения противников, а также введение войск в сражение с ходу.
Встречный бой характеризуется неопределенностью тактической обстановки и обилием случайностей, высоким динамизмом развития ситуации, важностью такого фактора как время — ведь необходимо выиграть время, чтобы упредить врага в развертывании и захвате намеченного рубежа.
Поэтому важнейшими факторами успеха во встречном бою являются эффективные действия командного состава, который может не только грамотно принимать решения, но и делать это максимально быстро в постоянно меняющейся обстановке.

## Мнения
Генерал Красной армии К. А. Мерецков имел такое мнение о соответствии тактики встречного боя условиям начала 1940-х годов:

Встречный бой у нас пока трактуется по труду Андогского. Труд этот хороший, но построен на примерах ещё суворовских походов. Тоже хорошие походы, но они были в совершенно другой обстановке, и другие армии их проводили. Поэтому этот вид боя также необходимо, как мы установили, сейчас пересмотреть.— Доклад начальника Генерального штаба Красной армии генерала армии К. А. Мерецкова, «Итоги и задачи боевой подготовки сухопутных войск, ВВС и оперативной подготовки высшего начсостава», РГВА, ф. 4, оп. 18, д. 55, л. 3 — 45.